# Gare d'Ipswich
La gare d'Ipswich est une gare ferroviaire desservant la ville d'Ipswich au Royaume-Uni.